# Willi Baur
Willi Baur (* 19. September 1913 in Ebingen; † 19. April 1978 in Stuttgart) war ein deutscher Bauingenieur im Ingenieurbüro (Leonhardt, Andrä und Partner) von Fritz Leonhardt in Stuttgart, mit dem er das Taktschiebeverfahren im Brückenbau entwickelte.
Baur, der Sohn eines städtischen Amtsmanns in Ebingen, absolvierte von 1928 bis 1931 eine Maurerlehre und studierte Architektur und dann Bauingenieurwesen an der Staatsbauschule Stuttgart mit dem Abschluss 1938 (während des Studiums Praktikum bei der Baufirma Karl Kübler). Danach holte ihn Fritz Leonhardt auf die Baustelle der Rheinbrücke Köln-Rodenkirchen, wo er mit den Pfeilergründungen befasst war. Im Zweiten Weltkrieg war er ab 1939 zum Wehrdienst eingezogen und war am Bau von Flugplätzen beteiligt. Während des Krieges heiratete er 1941. Nach dem Krieg trat er 1946 in das gerade gegründete Ingenieurbüro von Fritz Leonhardt ein, in dem er für den Rest seiner Karriere blieb und überwiegend im Brückenbau tätig war. 
Mit Leonhardt war er ein Pionier des Spannbetons im Nachkriegsdeutschland, was durch den damaligen Stahlmangel begünstigt wurde (die erste Brücke des Ingenieurbüros mit Spannbeton war die Elzbrücke Bleibach 1948 im Schwarzwald). Er entwickelte mit Leonhardt das Konzentrierte Spannverfahren Baur-Leonhardt, erstmals angewandt bei der Elzbrücke Emmendingen und von Baur zum Beispiel 1964 bei der Durchstichbrücke Neckarsulm benutzt, und das Leoba-Spannglied. Das mit Leonhardt bei der Brücke über den Río Caroní entwickelte Taktschiebeverfahren wurde in Deutschland erstmals 1967 bei der Taubertalbrücke angewandt.